# سد حمرین
سد حمرین (به عربی: سد حمرین، به کُردی: به‌نداوی حه‌مرین) یک سد خاکی در عراق است که در ۱۰۰ کیلومتری شمال شرقی بغداد در استان دیاله عراق واقع شده‌است.